# Edmond Goldschmidt

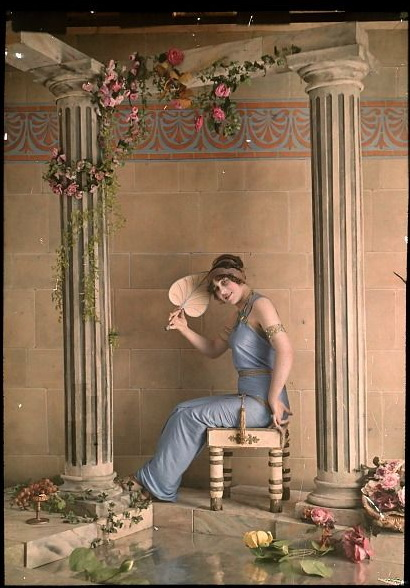

Edmond Benedict Julian Goldschmidt (* 30. August 1863 in Neuilly-sur-Seine; † 15. März 1932 in Paris) war ein französischer Fotograf. Er arbeitete mit Louis Amédée Mante zusammen.

## Leben und Wirken
Edmond Goldschmidt war der Spross einer reichen französischen Familie. Sein Vater Salomon Benedict Chaim Goldschmidt stammte aus Frankfurt am Main. In England studierte Edmond Goldschmidt am Eton College und später an der Oxford-Universität. Danach kehrte er zurück nach Frankreich und führte dort ein unbeschwertes Leben als Dandy. Aufgrund seiner hohen Ausgaben stellte ihm sein Vater eine Art von Betreuer und Aufpasser zur Seite. Goldschmidt interessierte sich leidenschaftlich für die Fotografie und kaufte die neuesten Apparate, sobald diese Verbesserungen und erweiterte Funktionen aufwiesen. In seinem eigenen Atelier ließ er aufwändige und kostspielige Dekorationen malen, kaufte eine große Anzahl von dazu passenden Accessoires und engagierte Modelle. Im Jahr 1892 stellte er auf der „Premiere Exposition International de la Photographie“ aus, wo ihm eine Goldmedaille zuerkannt wurde. Im Rahmen dieser bedeutenden Ausstellung machte Goldschmidt die Bekanntschaft mit Louis Amédée Mante, der sowohl Fotograf, Erfinder, Chemiker als auch professioneller Musiker war. Aus dieser Bekanntschaft erwuchs zunächst eine Freundschaft, dann bot sich eine berufliche Partnerschaft an. Mantes drei Töchter waren mit ihren Ballettkarrieren beschäftigt und standen gelegentlich für den Maler Edgar Degas Modell. Da die Verbindung von Goldschmidt und Mante über das Geschäftliche hinausging, ergab es sich, dass sich Goldschmidt in Mantes Tochter Blanche verliebte. Goldschmidt besuchte jeden Abend die Oper, wo Blanche als Balletttänzerin auftrat, und heiratete sie schließlich.
Beide Fotokünstler hegten die Vision, Farbbilder zu kreieren, und experimentierten unentwegt, bis sie in den 1890er Jahren nach etlichen Versuchen mit Mantes Erfindung der sogenannten „Mantochrome“ in Erfüllung ging. Manche Fotohistoriker vermuten, dass die Mantochrome den von Lumière 1904 zum Patent angemeldeten Autochrom-Platten schon sehr nahe waren. Als Nebenprodukte der Experimente gelangen Mante immer wieder mal einige Weiterentwicklungen auf dem Gebiet der Fotografie. Doch vermied es Mante, seine Haupterfindung zu vermarkten, wie es auch Goldschmidt nicht in den Sinn kam, seine Bilder zu verkaufen. Trotzdem waren ihre Fotoarbeiten erfolgreich. Die Aufnahmen entstanden einerseits in Goldschmidts Haus als auch im Speziellen Studio des Fotografen Jules Richard. Goldschmidts und Mantes an diesen Orten entstandenen Manto-/Autochrom-Aufnahmen waren einerseits vom Jugendstil, anderseits vom neoklassizistischen Stil beeinflusst. Mit Vorliebe wurden mit den Kostümen und den bemalten Kulissen orientalisch-exotische Szenarien hergerichtet. Zum Beispiel sind in einer Reihe ihrer Bilder neoklassizistisch-dorische Säulenattrappen zu sehen, die die Hintergrundbemalung plastischer erscheinen lassen. Das Modell hält oft Trauben oder einen Spiegel oder einen Fächer in der Hand und nimmt dabei eine verführerische Pose ein.
Edmond Goldschmidt verstarb am 15. März 1932 in Paris.